# Экваториальный саки
Экваториальный саки (лат. Pithecia aequatorialis) — вид приматов из семейства саковых.

## Описание
Экваториального саки часто путают с саки-монахом, от которого он отличается красноватым цветом шерсти на горле и груди. Вес взрослого животного около 2 кг. Хвост длинный, но не хватательный.

## Распространение
Ареал этого вида изучен плохо. Встречается на юге Эквадора и в Перу. В северном Перу этот вид симпатричен с саки-монахом.

## Образ жизни
Основа рациона — семена, кроме них питается также фруктами, молодыми листьями, насекомыми и цветами. Образует небольшие группы от двух до девяти особей, состоящие из половозрелой пары и её потомства. Каждая группа имеет свою территорию, которую защищает от других групп.